# 隠れキャラクター
隠れキャラクター（かくれキャラクター）、もしくは、隠れキャラは、コンピュータゲーム（以下、ゲームと略す）などにおいて一定の条件が成立すると現れるキャラクターのことである。隠しキャラクター、隠しキャラとも呼ばれる。レースゲームでは隠し車種といったり、音楽ゲームでは隠し曲（隠し楽曲）というなど、隠しているものに合わせて「キャラクター」の部分を置き換えた言葉が使われる場合もある。

## 概要
定義については一概にいえないが、おおむね普通にゲームを進行させただけでは出現しないキャラクターのことを指す。1990年頃まではアイテムや構造物なども含めた、ゲームにおける広義の「キャラクター」を指していたが、それ以降のゲームで「隠れキャラ」といった場合、人物や生物という意味での「キャラクターに対して用いる場合が一般的である。
前者は「ボーナスキャラ」と呼ばれることもあり、発見することによってゲームをやりやすくしたり、上達を実感できるようにする目的で用意されることが多く、1983年にナムコからリリースされたシューティングゲーム『ゼビウス』などが該当する。
隠しコマンドや裏技と同じようにゲームを別側面から楽しむために存在するが、『ドルアーガの塔』ではキャラクターを見つけないと先に進めなくなるなど、隠れキャラクター探し自体を目的とするゲームも登場している。後者の例として、対戦型格闘ゲームにおいて通常のプレイでは出現せず、一定の条件下で出現するキャラクターが挙げられる。1990年代の格闘ゲームの隠れキャラクターの大半はボス格の能力値が高い傾向であったが、それ以降では外見や性質などが一般キャラクターと比較してマニアックなものが隠し扱いである例が多い。
また、メーカー主催のイベントでセーブデータを書き換えることによってのみ出現するキャラクターや、アップデートやタイムリリースなどにより出現・使用可能になったキャラクターのことも指す。

## 代表的な隠れキャラクター
- 『アマガミ』の上崎裡沙
- 『アンジェリーク トロワ』の『アンジェリーク 天空の鎮魂歌』版アリオス（通常は過去の記憶が無い『トロワ』版アリオスだが、元はアリオス自体が隠れキャラクターである）
- 『エリーのアトリエ』の「うに魔人」
- 『頭文字D ARCADE STAGE ver.1～5』の高橋啓介、藤原拓海、藤原文太（カード使用時または家庭用版ゲーム終盤に対戦相手として登場する。車種やパーツ自体は普通に最初から使用可能）
- 『頭文字D ARCADE STAGE ver.1～ver.3』のスバル・インプレッサ WRX STi verV（通常のプレイでは上記の藤原文太が使用する（『ver.1』では使用不可））
- 『改造町人シュビビンマン3 -異界のプリンセス-』のうみにん（後に超兄貴で代表権を得る）
- 「GUILTY GEARシリーズ」のクリフ・アンダーソン、ジャスティス（クリフは第1作目では通常キャラクターだった）
- 「クラッシュ・バンディクーシリーズ」のニセクラッシュ（隠れキャラクターとして、出演することが多い）
- 『クロノ・トリガー』の魔王（ボス敵としてストーリー序盤より存在が示されるが、ストーリー終盤のイベントでプレイヤーキャラクターとしてパーティーに加入させることができる。ゲームソフトパッケージや取扱説明書などには登場しない）
- 『スーパーストリートファイターIIX』の豪鬼（特定の条件を満たした状態で最終ステージに到達すると出現。特殊な操作[注釈 1]をすることでプレイヤーキャラクターとしても使用可能だが、CPUに比べ随所の性能が低い）
- 『スターオーシャン』のアシュレイ・バーンベルト、ティニーク・アルカナ、ペリシー
- 『スターオーシャン Till the End of Time』のネル・ゼルファー、ロジャー・S・ハクスリー、アルベル・ノックス
- 『スターフォース』のクレオパトラ
- 『スターラスター』のスターノイド
- 『セガラリーチャンピオンシップ』(セガサターン・PC版)のランチア・ストラトス
- 『ゼビウス』のソル、スペシャルフラッグ
- 『戦国BASARA3』の織田信長
- 「大乱闘スマッシュブラザーズシリーズ」のプリン、Mr.ゲーム&ウォッチなど
- 『デイトナUSA』(セガサターン・PC版)の馬
- 「デビルメイクライシリーズ」のスパーダ（ダンテの強化コスチュームとして登場する）
- 『True Love Story -Summer Days, and yet...』の謎の少女（名前は鈴木、佐藤、田中+明子、恵子、宏子の計9通りのうちの1つ）
- 『ときめきメモリアル Girl's Side』の蒼樹千晴、花椿吾郎（花椿は彼氏として攻略できるということであり、通常のプレイではサポートキャラクターとして登場する）
- 『ときめきメモリアル Girl's Side 3rd Story』の平健太、大迫力（大迫は上記の花椿同様、通常のプレイでは主人公のサポートキャラクター）
- 『ときめきメモリアル』の館林見晴、伊集院レイ（レイは彼女として攻略できるということであり、通常のプレイではライバル的キャラクターとして登場する）
- 『ときめきメモリアル4』の大倉都子（上記のレイ同様、通常のプレイでは主人公のサポートキャラクター）
- 『ドラゴンクエストIV 導かれし者たち』のピサロ（PS版以降にて仲間となり、本編には普通に登場する）
- 『ドラゴンクエストV 天空の花嫁』のブオーン、プオーン、ターク（PS2版以降にてクリア後に特定の条件を満たすと仲間となる）
- 『ドラゴンクエストIX 星空の守り人』のルイーダ、ロクサーヌ、リッカ、イザヤール（クリア後に特定の配信クエストをこなすことで仲間となり、本編には普通に登場する）
- 『ドラゴンボールZシリーズ』の主に『ドラゴンボールGT』のキャラクター（最も代表的なキャラクター3人、孫悟空（GT）、超サイヤ人4ベジータ、超サイヤ人4ゴジータなど）
- 『ドラゴンボールZ 超武闘伝2』の孫悟空（原作の主人公がゲームでは隠れキャラクターという特殊な例）
- 『NARUTO -ナルト-激闘忍者対戦』シリーズの暁などの凶悪なキャラクター、代表でうちはイタチといったキャラクター
- 『ハイドライド』のラドン、人魚
- 「バトルギア」シリーズのチューニングカー、特にバトルギア3のSクラス（アーケード版及びTUNEDでは後にタイムリリースで通常車になった）。
- 『パワプロクンポケット7』の芹沢真央
- 『パワプロクンポケット8』の紺野美空
- 『パワプロクンポケット9』の神田奈津姫（彼女として攻略できるということであり、パワポケポイントを払わなくても登場はする）
- 『パワプロクンポケット10』の高科奈桜（芳槻さら(桜空)を攻略すると攻略できる、ストーリーには普通に登場する）
- 『パワプロクンポケット11』の神条紫杏（パワポケポイントを払うと攻略できる、パワポケポイントを払わなくても登場はする）
- 『ファイナルファンタジーII』のチョコボ
- 『ファイナルファンタジーVI』のゴゴ、ウーマロ
- 『ファイナルファンタジーVII』のユフィ・キサラギ、ヴィンセント・ヴァレンタイン
- 『BLAZBLUE』のハクメン、ニューなど
- 『ポケットモンスター』のミュウなど
- 『ボンバーマン』、『プーヤン』などのファミコン、中本さんなど
- 「マリオシリーズ」のボスパックン（プレイヤーとして使用できる場合はほとんど隠れキャラクターとして登場する）
- 『女神異聞録ペルソナ』の桐島英理子、上杉英彦、城戸玲司
- 「リッジレーサーシリーズ」の13th RACING、ソルダ・クリナーレなどのデビルカー、パックマンなどのスペシャルカー
- 『リトルバスターズ!』（エクスタシー・PS2版・PSP版のみ）の笹瀬川佐々美、二木佳奈多、朱鷺戸沙耶（通常のプレイでは佐々美は鈴のライバルキャラクター、佳奈多は葉留佳ルートでの主要人物として登場。）
- 『ロードファイター』ほかのコナミマン（『コナミワイワイワールド』では主役に）
- 「ロックマンエグゼシリーズ」のフォルテやその他のボスナビ
- 『ロックマンX』シリーズのアルティメットアーマーを装備したエックス、ブラックゼロ、ホワイトアクセル
- 『湾岸ミッドナイト』・『湾岸ミッドナイトR』の原作キャラクターの車種。代表で悪魔のZ、ガッちゃん仕様セルシオなど（通常のプレイではライバルカーとして登場する（アーケード版無印版では悪魔のZ以外は使用不可、PS2版では悪魔のZとブラックバード以外はタイムアタックモード専用車））
- 「湾岸ミッドナイト MAXIMUM TUNEシリーズ」のトヨタ・ハイエースなどのアザーカー（通常のプレイではアザーカーは原則箱根とタイムアタックを除き普通に登場する）